# (5945) Roachapproach
(5945) Roachapproach es un asteroide perteneciente al cinturón de asteroides, región del sistema solar que se encuentra entre las órbitas de Marte y Júpiter, descubierto el 28 de septiembre de 1984 por Brian A. Skiff desde la Estación Anderson Mesa (condado de Coconino, cerca de Flagstaff, Arizona, Estados Unidos).

## Designación y nombre
Designado provisionalmente como 1984 SQ3. Fue nombrado Roachapproach en homenaje a Steve Roach, músico y compositor de 'música espacial'. Entre los artistas más progresistas del género, su prolífica producción incluye obras seminales como "Structures from Silence" (1984), "Dreamtime Return" (1988) y "The Magnificent Void" (1996). Su mezcla de sonidos electrónicos muy procesados con vientos de madera primitivos y percusión transmite poderosas impresiones de inmensidad espacial. Estos han inspirado al descubridor a través de noches interminables en el telescopio.

## Características orbitales
Roachapproach está situado a una distancia media del Sol de 2,225 ua, pudiendo alejarse hasta 2,547 ua y acercarse hasta 1,904 ua. Su excentricidad es 0,144 y la inclinación orbital 4,893 grados. Emplea 1212,78 días en completar una órbita alrededor del Sol.

## Características físicas
La magnitud absoluta de Roachapproach es 13,3. Tiene 6,522 km de diámetro y su albedo se estima en 0,182. 